# Tommy Doyle
Thomas Glyn Doyle (sinh ngày 17 tháng 10 năm 2001) là một cầu thủ bóng đá người Anh hiện đang thi đấu cho câu lạc bộ Wolverhampton Wanderers.